# Бона Михаљевић
Бона Михаљевић је био фрањевац. Рођен је 1742 у месту Новак, а умро 1788 у Бачу. Припадао је фрањевачкој провинцији Босни Сребрној. 

## Биографија
У граду Сомбору је боравио у периоду од 1778. до 1787. године, где је деловао као проповедник за "илирски" живаљ. 

## Дела
Његово дело Сомборска хроника је важан историјски извор за историју Сомбора у 18. веку. Посебно подробно даје историју сомборског фрањевачког самостана и цркве Пресветог Тројства, али бележи и детаље из живота сомборског живља, посебно Буњеваца. Описује и дешавања у ближој и даљој околини Сомбора, до Суботице,Осијека и Петроварадина. Обухвата период од 1717. до 1787. године. Посебно су поуздани подаци за време од 1749. до 1786. године. Михаљевићева хроника нам открива микроисторију сомборског подручја. Написана је на латинском, а 1970 су је на српски језик превели Павле Веленрајтер и Ђорђе Антић, са машинског преписа који је направио отац Фердинанд Кајзер, који је оставио белешку да се оригинал рукописа чува у Баји, а одређене делове превео на мађарски и објавио 1939. године. Овај превод је имао значајних мањкавости, па га је било потребно преуредити. Ново издање је 2012. издао Милан Степановић, уз опширну пропратну студију, под насловом: Somborska hronika fra Bone Mihaljevića 1717 - 1787”. Тачан наслов на латинском ове хронике је: Тractus Prothocolli Veneribilis Conventus L. R. Cittis Zomboriensis P. P. ord. Min. obstia Provinicæ olim Bosnæ Argentinæ S. Crucis Nunc vero Divi Joannis a Capistrano ab Anno D[omi]ni 1717. usque ad Annum 1787. deui iterum ab Anno usque annum 18 Zomborini Conscriptum de Antiquitate hujus Civitatis.
Пред крај свог боравка у Сомбору, Михаљевић је написао и еп: Kripost posli smerti xivi. Pivaoc somborski putujuchi pripiva, који је писан икавицом.